# Liste von Flüssen in Europa
Die Liste europäischer Flüsse enthält nach Mündungsgebieten alphabetisch aufgeführte Fließgewässer, die als europäisch gelten, wenn sie zumindest teilweise dem europäischen Kontinent zuzuordnen sind.
Nebenflüsse sind von der Mündung in Richtung Quelle aufgelistet. Hinter den Flussnamen ist meistens der Mündungsort, mit der jeweiligen Mündungshöhe, die Länge und der Höhenunterschied von der Quelle zur Mündung angegeben, da die Flüsse aus Süßwasser bestehen; die Länge ist mit „L“ und der Höhenunterschied mit „H“ gekennzeichnet. Aus Gründen der Übersichtlichkeit und der Ladezeit ist eine Vollständigkeit nur in Bezug auf ins Meer mündende Flüsse anzustreben, Nebenflüsse größerer Ströme sollten nur ab einer Länge von 100 km oder sonstigen besonderen Merkmalen (Quellfluss, Wasserstraße, hoher Bekanntheitsgrad) hier aufgelistet werden, anderenfalls ist auf das jeweilige Flusssystem zu verweisen.

## Längste Flüsse Europas

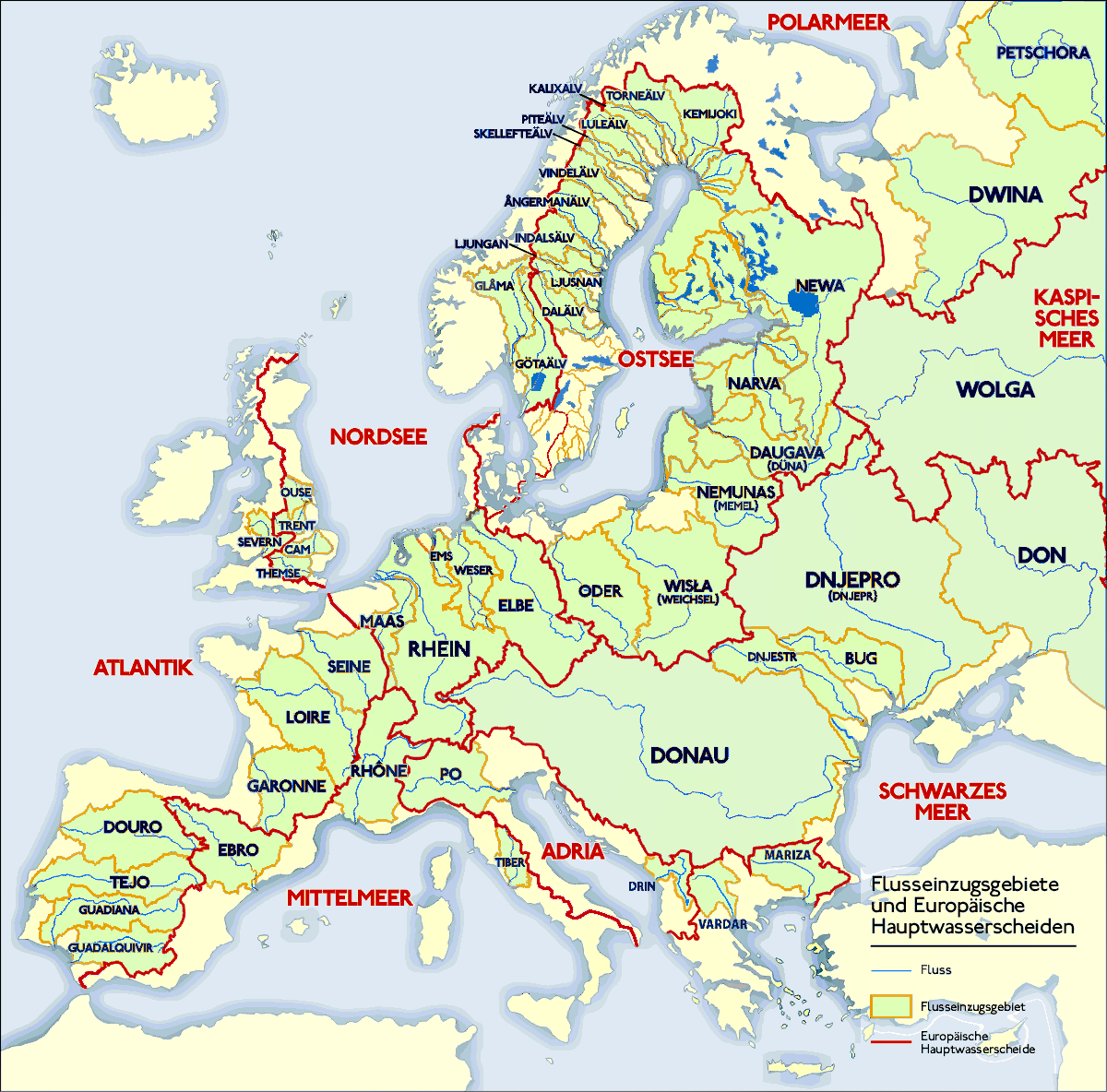
Europäische Flusseinzugsgebiete und Hauptwasserscheiden

Europäische Flüsse

Die längsten ins Meer oder in einen Endsee mündenden Flüsse in Europa sind:
| Name                    | Länge (km) | Mündung               | Einzugsgebiet (km²) | Abfluss (m³/s) | Abflussspende (l/(s·km²)) |
| ----------------------- | ---------- | --------------------- | ------------------- | -------------- | ------------------------- |
| Wolga                   | 3530       | Kaspisches Meer       | 1.360.000           | 8064           | 5,93                      |
| Donau                   | 2811       | Schwarzes Meer        | 795.686             | 6700           | 8,42                      |
| Ural                    | 2428       | Kaspisches Meer       | 244.280             | 297            | 1,22                      |
| Dnepr                   | 2285       | Schwarzes Meer        | 531.817             | 1670           | 3,14                      |
| Don                     | 1870       | Asowsches Meer        | 425.600             | 935            | 2,20                      |
| Petschora               | 1802       | Petschorasee          | 322.000             | 4379           | 13,60                     |
| Dnister                 | 1352       | Schwarzes Meer        | 72.100              | 310            | 4,30                      |
| Rhein                   | 1233       | Nordsee               | 185.000             | 2300           | 12,59                     |
| Elbe                    | 1094       | Nordsee               | 148.268             | 870            | 5,87                      |
| Weichsel                | 1047       | Ostsee                | 194.424             | 1080           | 5,55                      |
| Düna                    | 1020       | Ostsee                | 88.000              | 678            | 7,71                      |
| Tajo                    | 1007       | Atlantik              | 80.600              | 440            | 5,46                      |
| Loire                   | 1004       | Atlantik              | 117.480             | 930            | 7,92                      |
| Memel                   | 937        | Ostsee                | 98.200              | 616            | 6,27                      |
| Ebro                    | 910        | Mittelmeer            | 85.362              | 426            | 5,13                      |
| Duero                   | 897        | Atlantik              | 98.400              | 700            | 7,11                      |
| Maas                    | 874        | Nordsee               | 33.000              | 357            | 10,80                     |
| Oder                    | 866        | Ostsee                | 118.861             | 574            | 4,83                      |
| Südlicher Bug           | 857        | Schwarzes Meer        | 63.740              | 160            | 2,51                      |
| Rhone                   | 812        | Mittelmeer            | 95.500              | 1800           | 18,85                     |
| Kuma                    | 802        | Kaspisches Meer       | 33.500              | 10,9           | 0,32                      |
| Seine                   | 777        | Ärmelkanal            | 79.000              | 560            | 7,09                      |
| Nördliche Dwina         | 744        | Weißes Meer           | 357.052             | 3490           | 9,77                      |
| Guadiana                | 742        | Atlantik              | 67.733              | 600            | 8,86                      |
| Guadalquivir            | 657        | Atlantik              | 56.978              | 164            | 2,88                      |
| Po                      | 652        | Adria                 | 75.000              | 1540           | 20,53                     |
| Garonne                 | 647        | Atlantik              | 55.000              | 631            | 11,47                     |
| Glomma                  | 601        | Nordsee               | 41.917              | 698            | 16,65                     |
| Kemijoki                | 550        | Ostsee                | 51.127              | 556            | 10,87                     |
| Dalälven                | 542        | Ostsee                | 28.955              | 379            | 13,09                     |
| Mariza                  | 525        | Thrakisches Meer      | 52.900              | 110            | 2,08                      |
| Júcar                   | 500        | Mittelmeer            | 21.600              |                |                           |
| Ångermanälven           | 490        | Ostsee                | 31.864              | 485            | 15,22                     |
| Ume älv                 | 470        | Bottnischer Meerbusen | 26.815              | 435            | 16,22                     |
| Torne älv               | 470        | Bottnischer Meerbusen | 40.131              | 381            | 9,49                      |
| Kalixälven              | 461        | Bottnischer Meerbusen | 18.130              | 290            | 16,00                     |
| Gauja (Livländische Aa) | 452        | Rigaischer Meerbusen  | 9.080               | 300            | 22,09                     |
| Weser                   | 451        | Nordsee               | 45.809              | 383            | 8,36                      |
| Lule älv                | 450        | Ostsee                | 25.240              | 556            | 22,09                     |
| Ljusnan                 | 439        | Bottnischer Meerbusen | 19.828              | 230            | 11,60                     |
| Indalsälven             | 430        | Bottnischer Meerbusen | 26.726              | 460            | 17,21                     |
| Ponoi                   | 426        | Weißes Meer           | 15.500              | 167            | 10,77                     |
| Skellefte älv           | 410        | Bottnischer Meerbusen | 11.731              | 157            | 13,38                     |
| Etsch                   | 409        | Adria                 | 11.953              | 235            | 19,26                     |
| Tiber                   | 405        | Tyrrhenisches Meer    | 17.375              | 239            | 13,76                     |
| Piteälven               | 400        | Bottnischer Meerbusen | 11.285              | 160            | 11,18                     |
| Ljungan                 | 399        | Ostsee                | 12.851              | 140            | 10,89                     |
| Vardar                  | 388        | Ägäisches Meer        | 24.438              | 136            | 5,57                      |
| Charente                | 381        | Atlantik              | 9.855               | 49             |                           |
| Ems                     | 371        | Nordsee               | 13.160              | 125            | 9,5                       |
| Iijoki                  | 370        | Bottnischer Meerbusen | 14.191              | 174            |                           |
| Shannon                 | 370        | Atlantik              | 15.695              | 208            | 13,0                      |
| Schelde                 | 360        | Nordsee               | 21.863              | 127            | 18                        |
| Severn                  | 354        | Atlantik              | 11.420              | 61             | 5,34                      |
| Lågen (Numedal)         | 352        | Skagerrak             | 5.554               |                |                           |
| Themse                  | 346        | Nordsee               | 12.935              | 65,8           | 5,09                      |
| Venta (Windau)          | 346        | Ostsee                | 11.800              | 95,5           |                           |
| Río Segura              | 325        | Mittelmeer            | 18.870              | 26,3           |                           |
| Adour                   | 308        | Atlantik              | 16.912              |                |                           |
| Río Miño                | 308        | Atlantik              | 12.486              | 340            |                           |

## Längste Nebenflüsse Europas
Nicht in ein Meer mündende Flüsse in Europa mit über 200 km Länge sind:
| Name                       | Länge (km) | Mündung         | Einzugsgebiet (km²) | Abfluss (m³/s) | Abflussspende (l/s·km²) |  |
| -------------------------- | ---------- | --------------- | ------------------- | -------------- | ----------------------- |  |
| Kama                       | 1.805      | Wolga           | 507.000             | 1.754,0        | 3,5                     |  |
| Oka                        | 1.480      | Wolga           | 245.000             | 1.258,0        | 3,4                     |  |
| Belaja                     | 1.430      | Kama            | 142.000             | 844,0          | 5,1                     |  |
| Wytschegda                 | 1.130      | Nördliche Dwina | 121.000             | 1.100,0        | 9,1                     |  |
| Desna                      | 1.130      | Dnepr           | 88.900              | 360,0          | 4,0                     |  |
| Siwerskyj Donez            | 1.053      | Don             | 98.900              | 159,0          |                         |  |
| Pruth                      | 989        | Donau           | 27.500              | 110,0          | 4,0                     |  |
| Theiß                      | 966        | Donau           | 146.500             | 813,0          | 5,5                     |  |
| Save                       | 945        | Donau           | 95.419              | 1.609,0        | 18,3                    |  |
| Wetluga                    | 889        | Wolga           | 39.400              | 255,0          | 6,5                     |  |
| Sura                       | 841        | Wolga           | 67.500              | 260,0          | 3,8                     |  |
| Warthe                     | 808        | Oder            | 54.529              | 195,0          |                         |  |
| Pinega                     | 779        | Nördliche Dwina | 42.000              | 430,0          | 10,2                    |  |
| Prypjat                    | 775        | Dnepr           | 114.300             | 460,0          |                         |  |
| Bug                        | 775        | Narew           | 39.400              | 157,0          |                         |  |
| Mureș                      | 766        | Theiß           | 27.832              | 177,0          |                         |  |
| Drau                       | 749        | Donau           | 40.120              | 670,0          |                         |  |
| Seim                       | 748        | Dnepr           | 27.500              | 100,0          |                         |  |
| Sereth                     | 726        | Donau           | 44.835              | 230,0          |                         |  |
| Psel                       | 717        | Dnepr           | 22.800              | 55,0           |                         |  |
| Großer Irgis               | 675        | Wolga           | 24.000              | 23,0           | 1,0                     |  |
| Horyn                      | 659        | Prypjat         | 22.700              | 90,0           |                         |  |
| Sosch                      | 648        | Dnepr           | 42.100              | 207,0          |                         |  |
| Bjaresina                  | 613        | Dnepr           | 24.500              | 145            | 11,47                   |  |
| Samara                     | 594        | Wolga           | 46.500              | 45,6           | 1,0                     |  |
| Havel mit Spree            | 560        | Elbe            | 24.096              | 103,0          | 4,3                     |  |
| Inhulez                    | 549        | Dnepr           | 13.700              | 0,3            |                         |  |
| Mosel                      | 544        | Rhein           | 28.286              | 328,0          |                         |  |
| Unscha mit Quellfluss Kema | 531        | Wolga           | 28.900              | 158,0          | 5,5                     |  |
| Inn                        | 517        | Donau           | 26.976              | 740,0          | 27,4                    |  |
| Marne                      | 514        | Seine           | 12.816              | 110,0          |                         |  |
| Neris                      | 510        | Memel           | 25.100              | 180,0          |                         |  |
| Moskwa                     | 502        | Oka             | 17.600              | 150,0          |                         |  |
| Main                       | 497        | Rhein           | 27.292              | 225,0          |                         |  |
| Styr                       | 494        | Prypjat         | 12.900              | 45,0           |                         |  |
| Drina mit Tara             | 486        | Sava            | 19.926              | 395,0          | 19,8                    |  |
| Pzitsch                    | 486        | Prypjat         | 9.470               | 48,0           |                         |  |
| Lot                        | 485        | Garonne         | 11.400              | 155,0          |                         |  |
| Narew                      | 484        | Weichsel        | 75.175              | 140,0          | 5,0                     |  |
| Dordogne                   | 483        | Gironde         | 23.957              | 450,0          |                         |  |
| Saône                      | 473        | Rhone           | 29.900              | 480,0          |                         |  |
| Oskil                      | 472        | Siwerskyj Donez | 14.800              | 44,2           |                         |  |
| Worskla                    | 464        | Dnepr           | 14.700              | 28,5           |                         |  |
| Klarälven                  | 460        | Vänern          | 11.848              | 162,5          |                         |  |
| Mologa                     | 456        | Wolga           | 29.700              | 124,0          | 4,2                     |  |
| Doubs                      | 453        | Saône           | 7.710               | 176,0          |                         |  |
| Mur                        | 453        | Drau            | 14.109              | 147,0          |                         |  |
| Slutsch                    | 451        | Horyn           | 13.800              | 45,0           |                         |  |
| Vindelälven                | 445        | Ume älv         | 12.650              | 190,0          | 15,0                    |  |
| San (Saan)                 | 433        | Weichsel        | 16.861              | 210,0          | 5,0                     |  |
| Allier                     | 421        | Loire           | 14.310              | 144,0          |                         |  |
| Moldau                     | 420        | Elbe            | 28.090              | 151,0          |                         |  |
| Wischera                   | 415        | Kama            | 32.100              |                |                         |  |
| Saale                      | 413        | Elbe            | 24.167              | 117,0          | 4,8                     |  |
| Waag                       | 403        | Donau           | 19.696              | 152,0          |                         |  |
| Spree                      | 382        | Havel           | 10.100              |                |                         |  |
| Tarn                       | 380        | Garonne         | 15.753              | 230,0          |                         |  |
| Cher                       | 368        | Loire           | 14.000              | 97,0           |                         |  |
| Netze (Noteć)              | 366        | Warthe          | 17.240              |                |                         |  |
| Teteriw                    | 365        | Kiewer Stausee  | 15.100              | 18,4           |                         |  |
| Sula                       | 363        | Dnepr           | 18.500              | 29,0           |                         |  |
| Vienne                     | 363        | Loire           | 21.161              |                |                         |  |
| Neckar                     | 362        | Rhein           | 13.934              | 145,0          |                         |  |
| Genil                      | 358        | Guadalquivir    | 8.278               | 9,3            |                         |  |
| March                      | 358        | Donau           | 26.734              | 108,0          | 4,2                     |  |
| Aisne                      | 356        | Oise            | 7.939               | 65,4           |                         |  |
| Inhul                      | 354        | Südlicher Bug   | 9.890               | 8,8            |                         |  |
| Kostroma                   | 354        | Wolga           | 16.000              | 71,0           | 4,4                     |  |
| Drina                      | 346        | Save            | 19.926              | 395            |                         |  |
| Oril                       | 346        | Dnepr           | 9.800               |                |                         |  |
| Ros                        | 346        | Dnepr           | 12.600              | 22,5           |                         |  |
| Oise                       | 341        | Seine           | 16.667              |                |                         |  |
| Faxälven                   | 340        | Ångermanälven   | 22.500              | 145,0          |                         |  |
| Havel                      | 334        | Elbe            | 24.096              | 103,0          | 4,3                     |  |
| Swislatsch                 | 327        | Bjaresina       |                     |                |                         |  |
| Udaj                       | 327        | Sula            | 7.030               | 3,4            |                         |  |
| Schtschara                 | 325        | Memel           | 9.990               | 31,0           |                         |  |
| Durance                    | 323        | Rhône           | 14.342              |                |                         |  |
| Wotschwa                   | 323        | Samara          | 13.300              | 5,3            |                         |  |
| Samara                     | 320        | Dnepr           | 22.600              | 17,0           |                         |  |
| Loir                       | 319        | Sarthe          | 8.294               | 32,2           |                         |  |
| Pilica (Pilitza)           | 319        | Weichsel        | 8.341               | 48,6           |                         |  |
| Eger                       | 316        | Elbe            | 5.614               | 37,3           |                         |  |
| Mulde mit Zwickauer Mulde  | 314        | Elbe            | 7.400               | 12,5           | 10,2                    |  |
| Sarthe                     | 314        | Maine           | 16.374              | 77,5           |                         |  |
| Adda                       | 313        | Po              | 7.979               | 187,0          | 23,4                    |  |
| Thaya mit Deutscher Thaya  | 312        | March           | 12.772              | 43,9           |                         |  |
| Chorol                     | 308        | Psel            | 3.340               | 3,6            |                         |  |
| Wieprz                     | 303        | Weichsel        | 10.415              |                |                         |  |
| Ounasjoki                  | 300        | Kemijoki        | 13.968              |                |                         |  |
| Werra                      | 300        | Weser           | 5.497               |                |                         |  |
| Hron (Gran)                | 298        | Donau           | 5.453               | 53,7           |                         |  |
| Šešupė (Scheschuppe)       | 298        | Memel           | 6.105               | 34,2           |                         |  |
| Drut                       | 295        | Dnepr           | 5.020               | 30,0           |                         |  |
| Isar                       | 295        | Donau           | 8.370               | 175,0          | 20,7                    |  |
| Kupa                       | 294        | Save            | 10.032              |                |                         |  |
| Ubort                      | 292        | Prypjat         | 5.820               | 22,5           |                         |  |
| Yonne                      | 292        | Seine           | 10.836              | 92,0           | 8,6                     |  |
| Aveyron                    | 291        | Tarn            | 5.170               |                |                         |  |
| Aare                       | 288        | Rhein           | 17.755              | 560,0          | 31,5                    |  |
| Pisuerga                   | 288        | Duero           | 15.757              |                |                         |  |
| Esla                       | 287        | Duero           | 16.026              |                |                         |  |
| Hornád (Hernach)           | 286        | Sajó            | 5.500               |                |                         |  |
| Isère                      | 286        | Rhône           | 11.890              | 330,0          |                         |  |
| Drin                       | 285        | Buna            | 11.756              | 352,0          | 29,9                    |  |
| Indre                      | 280        | Loire           | 3.280               | 19,0           |                         |  |
| Jijia                      | 280        | Pruth           | 5.757               | 160,0          |                         |  |
| Kitinen                    | 278        | Kemijoki        | 7.570               |                |                         |  |
| Leine                      | 278        | Aller           | 6.517               |                |                         |  |
| Tanaro                     | 276        | Po              | 8.324               | 123,0          |                         |  |
| Bober (Bóbr)               | 272        | Oder            | 5.882               |                |                         |  |
| Bosna                      | 271        | Save            | 10.457              | 174,0          |                         |  |
| Segre                      | 265        | Ebro            | 20.000              |                |                         |  |
| Ajdar                      | 264        | Siwerskyj Donez | 7.420               | 15,4           |                         |  |
| Łyna (Alle)                | 264        | Pregel          | 7.130               | 40.4           |                         |  |
| Creuse                     | 263        | Vienne          | 10.279              |                |                         |  |
| Aller                      | 260        | Weser           | 15.721              | 120,0          | 7,6                     |  |
| Weiße Elster               | 257        | Saale           | 5.154               | 26,2           | 5,3                     |  |
| Lech                       | 256        | Donau           | 3.919               | 114,0          | 29,1                    |  |
| Usch                       | 256        | Prypjat         | 8.080               | 24,7           |                         |  |
| Isle                       | 255        | Dordogne        | 7.510               | 63,1           |                         |  |
| Enns                       | 254        | Donau           | 6.084               | 204,0          | 34,5                    |  |
| Lausitzer Neiße            | 254        | Oder            | 4.403               | 32,0           | 7,5                     |  |
| Drwęca (Drewenz)           | 253        | Weichsel        | 5.536               | 18.0           |                         |  |
| Snow                       | 253        | Desna           | 8.700               | 24,0           |                         |  |
| Raab                       | 250        | Donau           | 10.410              | 18.0           |                         |  |
| Aube                       | 249        | Seine           | 4.595               |                |                         |  |
| Wkra                       | 249        | Narew           | 4.630               |                |                         |  |
| Seret                      | 248        | Dnister         | 3.900               | 12,0           |                         |  |
| Ticino                     | 248        | Po              | 7.228               | 348,0          | 44,8                    |  |
| Dunajec (Dunajez)          | 247        | Weichsel        | 6.804               | 84,3           |                         |  |
| Sbrutsch                   | 247        | Dnister         | 3.300               | 7,0            |                         |  |
| Tormes                     | 247        | Duero           | 7.096               | 42,4           |                         |  |
| Lahn                       | 245        | Rhein           | 5.924               | 50,9           |                         |  |
| Šventoji (Heiligenaa)      | 242        | Neris           | 6.889               | 56,1           |                         |  |
| Brda (Brahe)               | 238        | Weichsel        | 4.630               |                |                         |  |
| Saar                       | 235        | Mosel           | 7.431               | 78,0           |                         |  |
| Västerdalälven             | 235        | Dalälven        | 8.640               |                |                         |  |
| Ipeľ (Eipel)               | 232        | Donau           | 5.151               | 21,0           |                         |  |
| Muonio älv                 | 230        | Torne älv       | 14.430              | 165,0          |                         |  |
| Österdalälven              | 230        | Dalälven        | 12.430              |                |                         |  |
| Eure                       | 229        | Seine           | 6.017               | 25,0           | 4,2                     |  |
| Sajó                       | 229        | Theiß           | 11.900              | 70,0           |                         |  |
| Sil                        | 228        | Río Miño        | 7.982               | 100,0          |                         |  |
| Altmühl                    | 227        | Donau           | 3.258               | 24,0           |                         |  |
| Luiro                      | 227        | Kemijoki        |                     |                |                         |  |
| Salzach                    | 225        | Inn             | 6.700               |                |                         |  |
| Jalón                      | 224        | Ebro            | 9.718               | 20,8           |                         |  |
| Fulda                      | 220        | Weser           | 6.947               | 67,0           | 9,6                     |  |
| Lim                        | 220        | Drina           | 5.963               |                |                         |  |
| Lippe                      | 220        | Rhein           | 4.890               |                |                         |  |
| Wisłok                     | 220        | San             | 3.540               |                |                         |  |
| Ruhr                       | 219        | Rhein           | 4.485               |                |                         |  |
| Ill                        | 217        | Rhein           | 4.761               |                |                         |  |
| Ognon                      | 214        | Saône           | 2.308               | 34,0           | 17,3                    |  |
| Zújar                      | 214        | Guadiana        | 2.524               |                |                         |  |
| Minija (Minge)             | 213        | Memel           | 6.141               |                |                         |  |
| Una                        | 212        | Save            | 9.368               | 202,0          |                         |  |
| Vézère                     | 211        | Dordogne        | 3.736               | 59,0           |                         |  |
| Semois (Semoy, Sesbach)    | 210        | Maas            | 1.350               | 29,2           |                         |  |
| Nevėžis                    | 209        | Memel           | 2.980               | 15,4           |                         |  |
| Elde                       | 208        | Elbe            | 2.990               | 26,8           | 3,4                     |  |
| Lainsitz                   | 208        | Moldau          | 4.226               |                |                         |  |
| Alagón                     | 205        | Tajo            |                     |                |                         |  |
| Gartempe                   | 205        | Creuse          | 3.913               |                |                         |  |
| Mayenne                    | 203        | Maine           | 5.820               | 50,0           |                         |  |
| Armançon                   | 202        | Yonne           | 3.077               |                |                         |  |
| Dronne                     | 201        | Isle            | 2.816               | 25,3           |                         |  |

## Arktischer Ozean
Diese Liste enthält europäische Flüsse, die in den Arktischen Ozean einschließlich seiner Randmeere wie dem Weißen Meer münden
- Mesen, unterhalb von Mesen (0 m); L: 966 km; H: ca. 370 m; MQ: 886 m³/s
  - Pjosa, Dorogorskoje (4 m); L: 363 km; H: 57 m; MQ: 150 m³/s
  - Waschka, Leschukonskoje (23 m); L: 605 km; H: ca. 152 m; MQ: 200 m³/s
- Onega, bei Onega (Stadt) (0 m); L: 416 km; H: 118 m; MQ: 505 m³/s
- Petschora, Petschorabucht (0 m); L: 1.809 km; MQ: 4515 m³/s
  - Sula, (2 m); L: 353 km; H: ca. 188 m; MQ: 92 m³/s
  - Ischma, Ust-Ischma (14 m); L: 531 km; H: ca. 186 m; MQ: 317 m³/s
  - Ussa, Ust-Ussa (30 m); L: 565 km; H: 88 m; MQ: 1310 m³/s
- Tanaelva/Tenojoki, Tana (0 m); L: 212 km
  - Inarijoki, Karigasniemi; L: 106 km;
  - Kárášjohka, Karigasniemi; L: 173 km; MQ: 57 m³/s
- Sewernaja Dwina (Nördl. Dwina), Archangelsk
  - Jug, bei Welkij Ustjug
  - Suchona, bei Welkij Ustjug

## Ärmelkanal
Folgende Flüsse münden in den Ärmelkanal:
- Arguenon,

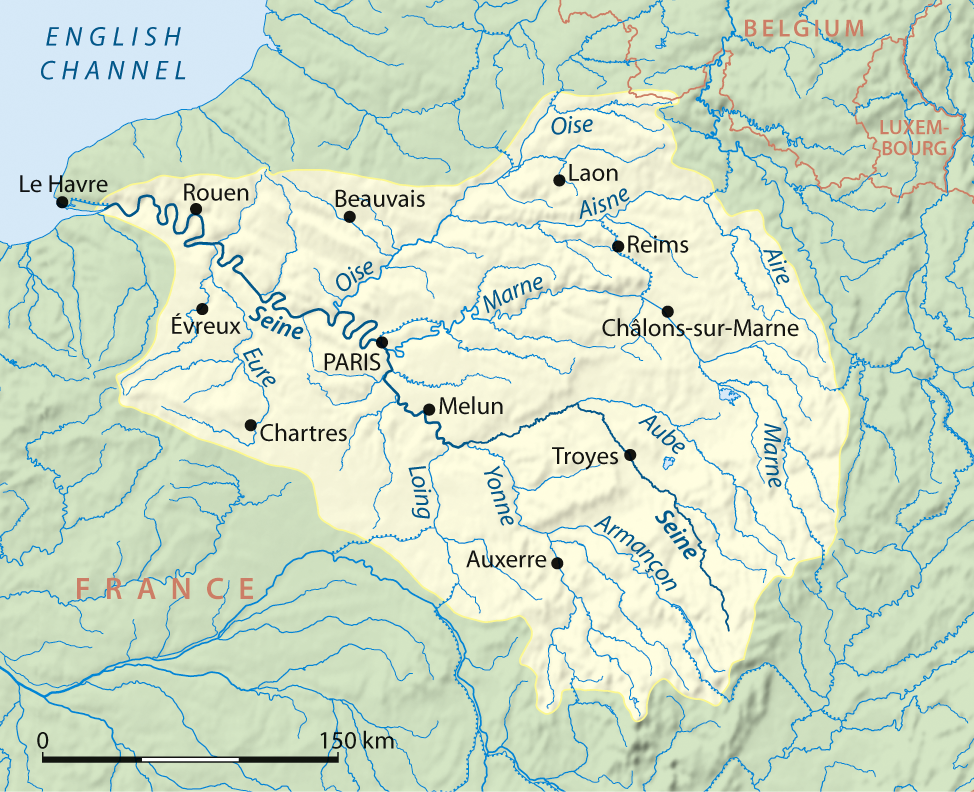
Einzugsgebiet der Seine

- Arques, Dieppe (Seine-Maritime) (0 m); L: 6 km; H: 4 m
  - Béthune, Arques-la-Bataille (4 m); L: 61 km; H: ca. 200 m
  - Eaulne, Arques-la-Bataille (4 m); L: 46 km; H: 133 m
  - Varenne, Arques-la-Bataille (4 m); L: 40 km; H: ca. 126 m
- Authie, Berck (0 m); L: 103 km; H: 105 m
- Canche, zwischen Étaples und Le Touquet-Paris-Plage (0 m); L: 88 km; H: 133 m
  - Course, Montreuil-sur-Mer (ca. 5 m); L: 24 km; H: ca. 110 m
  - Ternoise, Huby-Saint-Leu (22 m); L: 41 km; H: ca. 110 m
- Douron
- Jaudy
- Liane, Boulogne-sur-Mer (0 m); L: 37 km; H: ca. 100 m
- Orne, Ouistreham (0 m); L: 170 km; H: ca. 190 m: MQ: 5 m³/s
  - Odon, Louvigny (6 m); L: 47 km; H: 259 m
  - Laize, Clinchamps-sur-Orne (7 m); L: 32 km; H: 218 m
  - Noireau, Pont-d’Ouilly (46 m); L: 43 km; H: ca. 244 m; MQ: 7 m³/s
  - Rouvre
- Seine, Le Havre (0 m); L: 777 km; H: ca. 470 m; MQ: 560 m³/s
  - Risle, Berville-sur-Mer (ca. 5 m); L: 145 km; H: ca. 270 m; MQ: 14 m³/s
  - Eure, Saint-Pierre-lès-Elbeuf (ca. 5 m); L: 229 km; H: ca. 215 m
    - Iton, Acquigny (ca. 20 m); L: 132 km; H: ca. 268 m; MQ: 4 m³/s

  - Epte, bei Giverny (15 m); L: 113 km; H: 170 m
  - Oise, Conflans-Sainte-Honorine (25 m); L: 351 km; H: 284 m; MQ: 110 m³/s
    - Aisne, Compiègne (30 m); L: 353 km; H: 210 m
      - Vesle, Condé-sur-Aisne (43 m); L: 140 km; H: ca. 107 m; MQ: 8 m³/s
      - Aire, Termes (Ardennes) (ca. 105 m); L: 126 km; H: ca. 245 m; MQ: 14 m³/s

  - Marne, Charenton-le-Pont (32 m); L: 514 km; H: 388 m; MQ: 110 m³/s
    - Grand Morin, Condé-Sainte-Libiaire (45 m); L: 118 km; H: 145 m; MQ: 8 m³/s
    - Saulx, Vitry-le-François (94 m); L: 115 km; H: ca. 251 m; MQ: 26 m³/s

  - Loing, Saint-Mammès (ca. 45 m); L: 142 km; H: ca. 275 m
  - Yonne, Montereau-Fault-Yonne (47 m); L: 292 km; H: ca. 683 m; MQ: 95 m³/s
    - Armançon, Migennes (80 m); L: 202 km; H: 310 m; MQ: 30 m³/s
    - Serein, Bassou (83 m); L: 188 km; H: 367 m; MQ: 8 m³/s
    - Cure, Cravant (Yonne) (ca. 110 m); L: 112 km; H: ca. 615 m; MQ: 16 m³/s

  - Aube, Marcilly-sur-Seine (68 m); L: 248 km; H: ca. 322 m
- Sélune
- Somme, Saint-Valery-sur-Somme (0 m); L: 263 km; H: 86 m; MQ: 35 m³/s
  - → Flusssystem der Somme
- Trieux
  - Leff
- Vire
  - Aure

## Atlantischer Ozean
Im Folgenden sind Flüsse aufgeführt, die in den offenen Atlantischen Ozean münden.
- Douro, Portugal / Duero, Spanien
  - Pisuerga
- Minho, Portugal / Miño, Spanien
  - Sil, Spanien
- Mondego, Figueira da Foz (Portugal)
- Shannon, Limerick
  - Suck, Irland
  - Brosna, Irland
- Tejo, Lissabon / Tajo
  - Jarama
    - Manzanares

### Keltische See
- Severn

### Golf von Biscaya
- Adour, bei Bayonne (0 m); L: 309 km; H: ca. 1580 m; MQ: 350 m³/s
- Charente, bei Rochefort
- Garonne, bei Bordeaux (0 m); L: 647 km; H: 1872 m; MQ: 631 m³/s
  - → Liste der Fließgewässer im Flusssystem Garonne
  - Dropt, Caudrot (6 m); L: 133 km; H: ca. 179 m
  - Lot, bei Aiguillon (23 m); L: 485 km; H: 1249 m; MQ: 155 m³/s
    - Célé, Bouziès (125 m); L: 104 km; H: 588 m; MQ: 19 m³/s
    - Truyère, Entraygues-sur-Truyère (220 m); L: 167 km; H: 1230 m; MQ: 70 m³/s

  - Baïse, bei Saint-Léger (Lot-et-Garonne) (30 m); L: 188 km; H: 570 m; MQ: 21 m³/s
  - Gers, bei Layrac (45 m); L: 176 km; H: 585 m; MQ: 7 m³/s
  - Arrats, Saint-Loup (Tarn-et-Garonne) (ca. 60 m); L: 162 km; MQ: 3 m³/s
  - Tarn, bei Moissac (65 m); L: 381 km; H: 1495 m; MQ: 233 m³/s
    - Aveyron, Villemade/Lafrançaise (71 m); L: 291 km; H: 664 m; MQ: 57 m³/s
      - Viaur, Saint-Martin-Laguépie (ca. 155 m); L: 168 km; H: ca. 915 m; MQ: 15 m³/s

    - Agout, Saint-Sulpice-la-Pointe (98 m); L: 194 km; H: 962 m; MQ: 55 m³/s
      - Dadou, zwischen Ambres und Saint-Jean-de-Rives (ca. 115 m); L: 116 km; H: ca. 755 m; MQ: 12 m³/s

  - Gimone, Castelferrus (73 m); L: 136 km; H: ca. 382 m; MQ: 3 m³/s
  - Save, bei Grenade (103 m); L: 143 km; H: 535 m; MQ: 6 m³/s
  - Ariège, Portet-sur-Garonne (ca. 140 m); L: 163 km; H: ca. 2330 m; MQ: 76 m³/s
    - Hers-Vif, Cintegabelle (ca. 195 m); L: 135 km; H: ca. 1285 m; MQ: 16 m³/s
- Dordogne, bei Bordeaux
  - Isle, bei Libourne
    - Dronne

  - Vézère
  - Corrèze
- Lay, L’Aiguillon-la-Presqu’île (0 m); L: 120 km; H: 190 m; MQ: 14 m³/s
- Loire, bei Saint-Nazaire (0 m); L: 1.013 km; H: 1408 m; MQ: 931 m²/s
  - → Liste der Fließgewässer im Flusssystem Loire
  - Sèvre Nantaise, Nantes (9 m); L: 159 km; H: ca. 206 m; MQ: 25 m³/s
  - Maine, bei Bouchemaine (13 m); L: 12 km; H: 2 m; MQ: 132 m³/s
    - Sarthe, oberhalb von Angers (15 m); L: 314 km; H: ca. 196 m
      - Loir, Briollay (16 m); L: 317 km; H: 249 m; MQ: 32 m³/s
      - Huisne, Le Mans (ca. 40 m); L: 161 km; H: ca. 145 m; MQ: 13 m³/s

    - Mayenne, oberhalb von Angers (15 m); L: 200 km; H: 329 m; MQ: 50 m³/s
      - Oudon, Le Lion-d’Angers (18 m); L: 103 km; H: 142 m; MQ: 9 m³/s

  - Thouet, Saumur (25 m); L: 142 km; H: 198 m; MQ: 17 m³/s
  - Vienne, Candes-Saint-Martin (33 m); L: 363 km; H: 847 m; MQ: 210 m²/s
    - Creuse, Bec-des-Deux-Eaux (44 m); L: 264 km; H: 767 m; MQ: 85 m³/s
      - Gartempe, La Roche-Posay (55 m); L: 205 km; H: 585 m; MQ: 38 m³/s

    - Clain, Cenon-sur-Vienne (49 m); L: 144 km; H: 161 m; MQ: 20 m³/s
    - Taurion, Saint-Priest-Taurion (232 m); L: 107 km; H: 553 m; MQ: 19 m³/s

  - Indre, Avoine (30 m); L: 271 km; H: 380 m; MQ: 19 m³/s
  - Cher, Villandry (38 m); L: 367 km; H: ca. 677 m; MQ: 96 m³/s
    - Sauldre, Châtillon-sur-Cher (72 m); L: 181 km; H: 238 m; MQ: 15 m³/s
    - Arnon, Vierzon (96 m); L: 150 km; H: ca. 359 m; MQ: 14 m³/s

  - Beuvron, Candé-sur-Beuvron (63 m); L: 115 km; H: 117 m; MQ: 11 m³/s
  - Allier, bei Cuffy (167 m); L: 421 km; H: 1.273 m; MQ: 147 m³/s
    - Sioule, Monétay-sur-Allier (222 m); L: 167 km; H: ca. 868 m; MQ: 26 m²/s
    - Dore, Ris (Puy-de-Dôme) (260 m); L: 141 km; H: ca. 680 m; MQ: 20 m³/s

  - Aron, Decize (188 m); L: 105 km; H: 139 m; MQ: 18 m³/s
  - Besbre, Diou (208 m); L: 103 km; H: ca. 982 m; MQ: 9 m³/s
  - Arroux, bei Digoin (224 m); L: 132 km; H: 206 m; MQ: 34 m³/s
- Sèvre Niortaise, im Marais Poitevin hinter Niort
  - Vendée
- Vie, Saint-Gilles-Croix-de-Vie (0 m); L: 62 km; H: ca. 75 m
- Vilaine, Arzal (0 m); L: 218 km; H: 175 m; MQ: 72 m³/s
  - → Liste der Fließgewässer im Flusssystem Vilaine
  - Oust, Saint-Jean-la-Poterie (2 m); L: 137 km; H: 227 m; MQ: 27 m³/s
  - Don, Massérac (3 m); L: 119 km; H: 72 m; MQ: 4 m³/s

### Golf von Cádiz
- Guadalquivir
- Guadiana
  - Záncara
- Río Tinto, Huelva (0 m); L: 100 km; H: ca. 420 m

## Kaspisches Meer
Die folgende Liste enthält die Zuflüsse zum Kaspischen Meer und deren bemerkenswerte Zuflüsse
- Kuma
- Terek
- Ural
- Wolga
  - Kama
    - Wjatka

  - Oka
    - Kljasma
    - Moskwa
    - Upa

## Mittelmeer
Flüsse die zum Mittelmeer und dessen Teilen, wie dem Adriatischen Meer, dem Ionischen Meer sowie der Ägäis zufließen sind in der folgenden Liste enthalten.

### Westliches Mittelmeer
- Arno, Pisa
- Aude, bei Narbonne
- Besòs, bei Sant Adrià de Besòs (Barcelona)
- Ebro
  - Segre
    - Noguera Pallaresa
      - Flamisell

  - Alhama
    - Linares
- Guadalhorce
- Hérault, bei Agde
- Júcar, bei Cullera
- Llobregat (Prat)
- Rhône, Camargue (0 m); L: 812 km; H: 2250 m; MQ: 1700 m³/s
  - → Liste der Fließgewässer im Flusssystem Rhone
  - Gardon, Comps (ca. 5 m); L: 127 km; H: ca. 1045 m; MQ: 33 m³/s
  - Durance, bei Avignon (24 m); L: 324 km; H: ca. 2.300 m; MQ: ca. 190 m³/s
    - Verdon, unterhalb von Vinon-sur-Verdon (ca. 255 m); L: 166 km; H: 2205 m; MQ: 27 m³/s

  - Cèze, Saint-André-Capcèze (27 m); L: 128 km; H: 771 m; MQ: 22 m³/s
  - Eygues, Caderousse (30 m); L: 114 km; H: ca. 1.110 m; MQ: 6 m³/s
  - Ardèche, Pont-Saint-Esprit (50 m); L: 120 km; H: 1375 m; MQ: 65 m³/s
  - Drôme, Loriol-sur-Drôme (106 m); L: 110 km; H: 927 m; MQ: 20 m³/s
  - Isère, Pont-de-l’Isère (108 m); L: 286 km; H: ca. 2707 m; MQ: 333 m³/s
    - Drac, Sassenage/Saint-Égrève (207 m); L: 130 km; H: ca. 2223 m; MQ: 99 m³/s
    - Arc, Chamousset (ca. 295 m); L: 128 km; H: ca. 2465 m; MQ: 49 m³/s

  - Saône, Lyon (158 m); L: 473 km; H: 234 m; MQ: 475 m³/s
    - Doubs, Verdun-sur-le-Doubs (175 m); L: 453 km; H: 762 m; MQ: 176 m³/s
      - Loue, Parcey (194 m); L: 122 km; H: 334 m; MQ: 59 m³/s

    - Ognon, Heuilley-sur-Saône (185 m); L: 214 km; H: 719 m; MQ: 35 m³/s

  - Arve, Genf (371 m); L: 108 km; H: 1679 m; MQ: 78 m³/s
- Tara (Tarent)
- Ter, bei Torroella de Montgrí
  - Freser (Ripoll)
- Tiber (Tevere), Ostia
- Turia, bei Valencia
  - Alfambra
- Var

### Adriatisches Meer
- Buna zwischen Montenegro und Albanien
  - Drin, Shkodra
    - Kir
    - Shala, in den Koman-Stausee
    - Valbona, in den Koman-Stausee
    - Erenik, in den Weißen Drin

  - Morača, in den Skutarisee
    - Cijevna (Cem), Podgorica
    - Zeta
- Brenta
- Erzen, bei Tirana
- Tagliamento, bei Mauriapass
- Etsch (Adige)
  - Eisack
    - Talfer
    - Rienz

  - Passer
- Ishëm
  - Tirana, bei Tirana
    - Lana, durch Tirana
- Isonzo
- Mat in Albanien
  - Fan
- Neretva, durch Mostar
- Piave
- Po
  - Tessin (Ticino)
- Seman in Albanien
  - Osum, Kuçova
  - Devoll, Kuçova
- Shkumbin in Albanien
- Vjosa/Aoos in Albanien/Griechenland
  - Shushica, bei Selenica

### Ionisches Meer
- Acheloos
- Bistrica

### Ägäisches Meer
- Aliakmonas
- Evros (Meric/Marica)
- Nemea
- Großer Mäander in der Türkei
- Vardar (Axios), durch Skopje, Mündung bei Thessaloniki

## Nordsee
Der Nordsee fließen die folgenden Gewässer zu.
- Dee, Aberdeen
- Don, Aberdeen
- Eider
  - → Liste der Fließgewässer im Flusssystem Eider

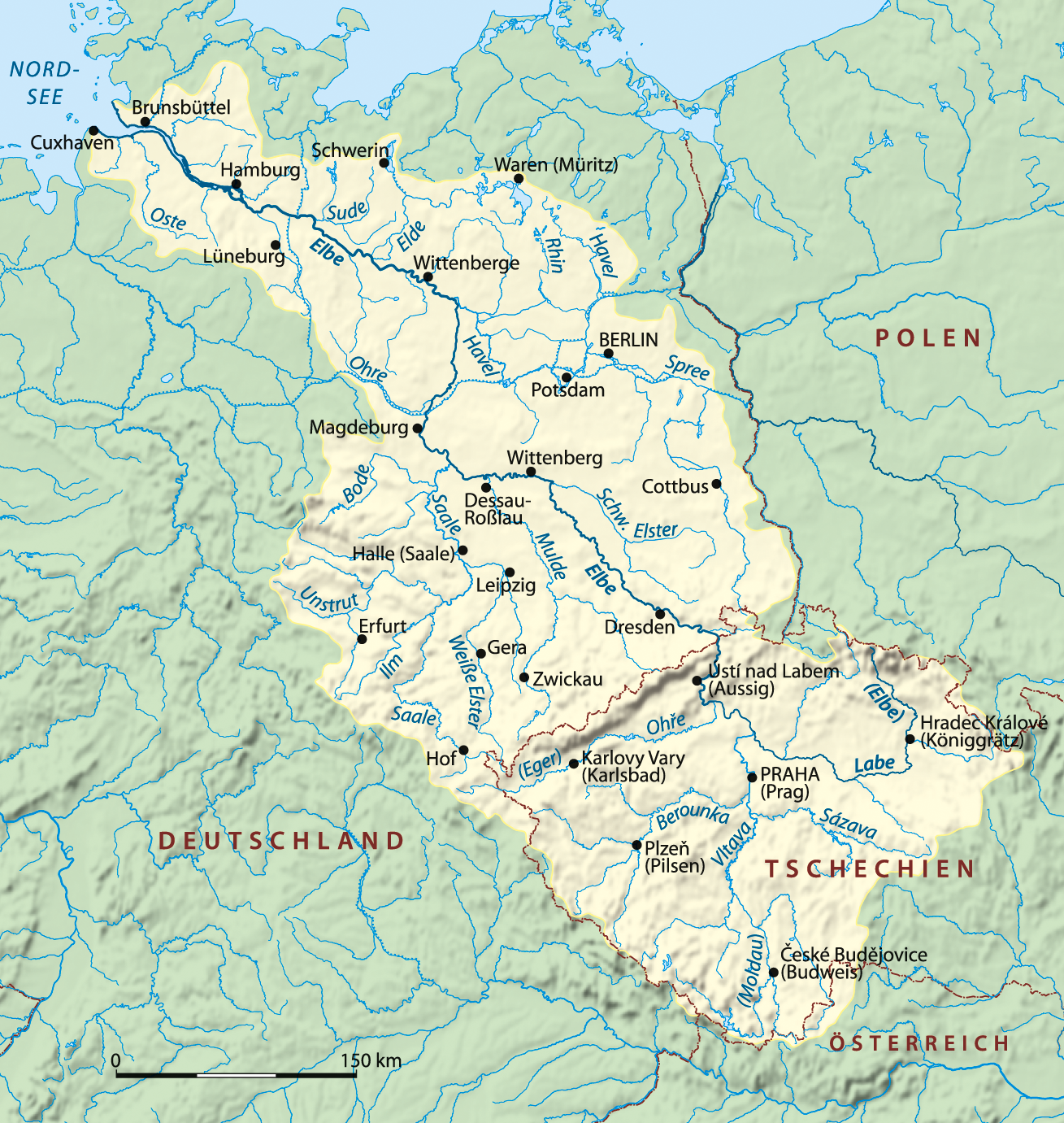
Einzugsgebiet der Elbe

- Elbe (Labe), bei Cuxhaven; L: 1091 km; H: 1386 m; MQ: 861 m³/s
  - → Flusssystem der Elbe
  - Oste; L: 153 km; H: 55 m
    - → Flusssystem der Oste

  - Stör; L: 87 km
    - → Flusssystem der Stör

  - Este; L:45 km; H: 60 m; MQ: 3 m³/s
  - Alster, in Hamburg (1 m); L.53 km; H: 28 m
    - → Flusssystem der Alster

  - Bille, in Hamburg (2 m); L: 65 km; H: 63 m
    - → Flusssystem der Bille

  - Seeve, in Hamburg (13 m); L: 40 km; H: 32 m
  - Ilmenau; L: 107 km
    - → Flusssystem der Ilmenau

  - Jeetzel, bei Hitzacker; L: 73 km
    - → Flusssystem der Jeetzel

  - Elde, Dömitz; L: 208 km; H: 12,5 m, MQ: 11 m³/s
    - → Flusssystem der Elde

  - Löcknitz; L: 66 km; H: 42 m
    - → Flusssystem der Löcknitz

  - Havel, bei Havelberg (22 m); L: 325 km; H: 41 m; MQ: 108 m³/s
    - → Flusssystem der Havel
    - Rhin (23 m); L: 125 km
      - → Flusssystem des Rhin

    - Nuthe, Potsdam (29 m); L: 67 km; H: 51 m
      - → Flusssystem der Nuthe

    - Spree (Spréva), in Berlin-Spandau (29 m); L: 380 km; H: ca. 400 m
      - → Flusssystem der Spree
      - Dahme, in Berlin-Köpenick (32 m); L: 95 km
        - → Flusssystem der Dahme

  - Tanger bei Tangermünde; L: 33 km
  - Ohre, bei Rogätz (35 m); L: 103 km; H: 40 m
    - Beber; L: 13 km; H: 80 m

  - Saale, bei Barby (50 m); L: 413 km; H: 679 m
    - → Flusssystem der Saale
    - Bode bei Nienburg (Saale) (54 m); L: 169 km; H: 780 m
      - → Flusssystem der Bode

    - Weiße Elster (Bilý Halštrov), in Halle (Saale) (80 m); L: 257 km; H: 644 m
      - → Flusssystem der Weißen Elster
      - Pleiße, in Leipzig (ca. 100 m); L: 90 km; H: ca. 350 m

    - Unstrut, bei Naumburg (Saale) (102 m); L: 192 km; ca. 250 m
      - → Flusssystem der Unstrut
      - Wipper (125 m); L: 93 km; H: 208 m
      - Gera, Gebesee (147 m); L: 85 km; H: ca. 800 m

    - Ilm, bei Großheringen (117 m); L: 129 km; H: ca. 630 m bzw. 830 m

  - Mulde, oberhalb von Dessau (56 m); L: 290 km; H: 714 m bzw. 799 m
    - → Flusssystem der Mulde
    - Zwickauer Mulde, bei Großbothen (133 m); L: 166 km; H: 637 m
    - Freiberger Mulde, bei Großbothen, bei Großbothen (133 m); L: 124 km; H: 718 m
      - Zschopau, bei Ziegra-Knobelsdorf (154 m); L: 128 km; H: ca. 970 m

  - Schwarze Elster
    - → Flusssystem der Schwarzen Elster

  - Weißeritz, Dresden
    - → Flusssystem der Weißeritz

  - Eger (Ohře), bei Litoměřice (Leitmeritz)
    - → Flusssystem der Eger

  - Moldau (Vltava), bei Mělník
    - → Flusssystem der Moldau

  - Iser (Jizera), bei Čelakovice (Tschelakowitz)
    - → Flusssystem der Jizera
- Ems, bei Emden
  - → Liste der Fließgewässer im Flusssystem Ems
  - Leda in Leer
    - Jümme bei Leer
    - Sagter Ems bei Leer
      - Ohe zwischen Esterwegen und Friesoythe
      - Marka zwischen Esterwegen und Friesoythe

  - Hase in Meppen
    - Mittelradde bei Haselünne
    - Südradde bei Herzlake
- Humber
- Jade
- IJssel, Gelderse, Kampen
  - Schipbeek, Deventer
  - Berkel, Zutphen
  - Oude IJssel, Doesburg
    - Bocholter Aa, Gendringen
- IJssel, Hollandse, Krimpen aan den IJssel
- IJzer, Nieuwpoort
- Lek, Krimpen aan de Lek
- Medem
- Merwede, Beneden und Boven, Dordrecht
- Miele, bei Meldorf
  - Nordermiele
  - Südermiele
- Nederrijn, Wijk bij Duurstede
- Nieuwe Maas (Neue Maas), Hoek van Holland
- Nieuwe Waterweg, Hoek van Holland
- Noord, Krimpen aan de Lek
- Oude Maas (Alte Maas), Rotterdam
- Oude Rijn (Alter Rhein), Katwijk
- Ouse
  - Cam
- Pannerdens Kanaal, Arnheim

- Rhein, Hoek van Holland
  - → Liste von Zuflüssen des Rheins

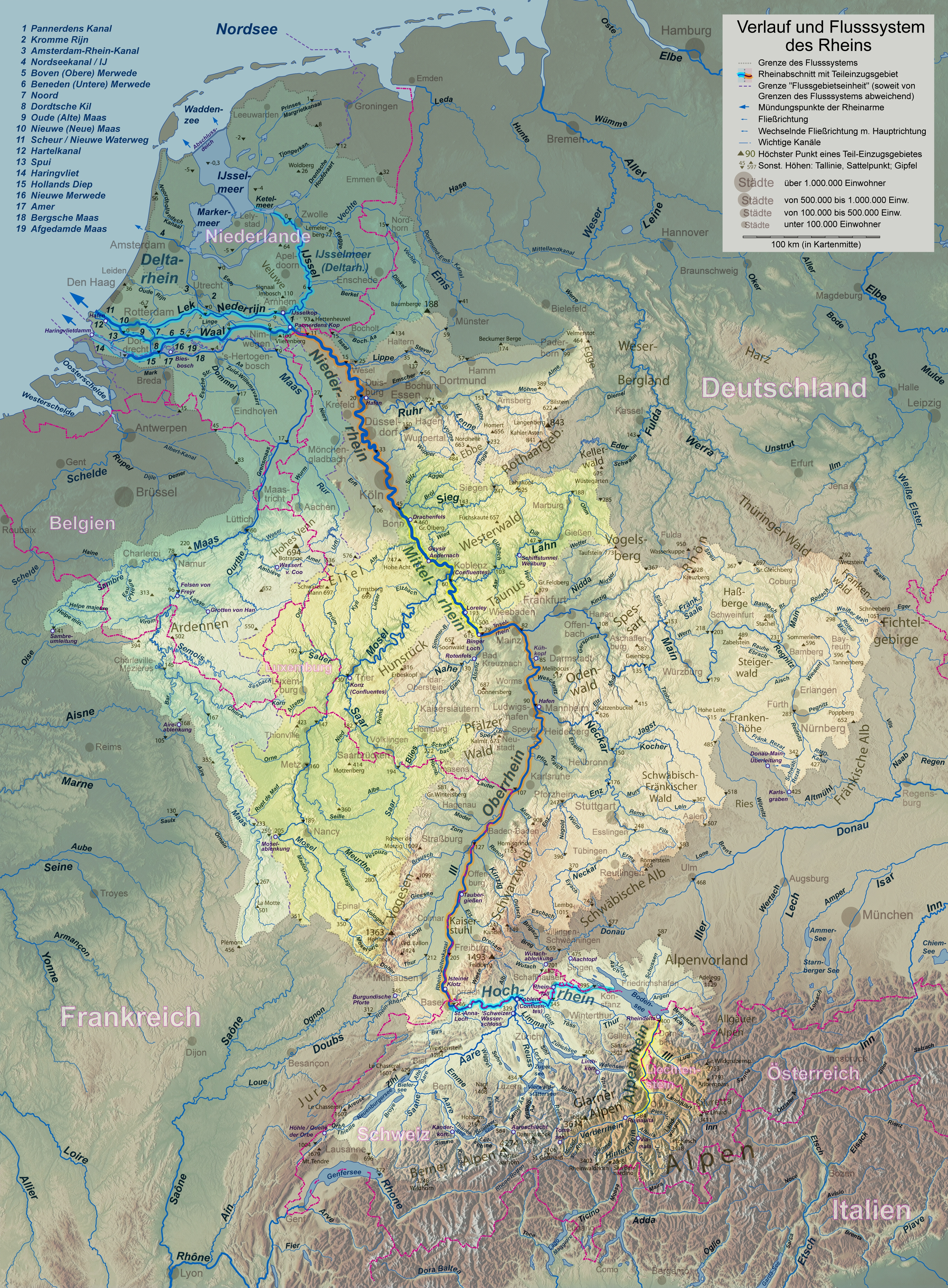
Einzugsgebiet des Rheins

  - Maas, Geertruidenberg (1 m); L: 874 km; H: 408 m; MQ: 357 m³/s
    - Dieze/Dommel, bei ’s-Hertogenbosch (2 m); L: 120 km; H: 77 m; MQ: 22 m³/s
    - Niers, kurz unterhalb von Gennep, Niederlande (9 m); L: 118 km; H: 64 m; MQ: 9 m³/s
      - Kendel bei Hommersum
      - Issumer Fleuth, bei Kevelaer
      - Gelderner Fleuth, Geldern
      - Nette, bei Wachtendonk

    - Schwalm, nahe Swalmen (23 m); L: 45 km; H: 62 m; MQ: 2 m³/s
    - Rur (Roer), Roermond (17 m); L: 165 km; H: 643 m; MQ: 26 m³/s
      - Urft, Rurberg (282 m); L: 46 km; H: 299 m; MQ: 5 m³/s
      - Inde, Jülich (82 m); L: 54 km; H: 320 m;
      - Wurm, bei Heinsberg (32 m); L: 57 km; H: 233 m
      - Merzbach

    - Göhl (Gueule, Geul), bei Meerssen; L: 58 km; MQ: 1,5 m³/s
      - Gulp, Gulpen, Niederlande
      - Soue, Plombières, Belgien

    - Berwinne, bei Moelingen/Mouland, Belgien; L: 25 km
    - Ourthe, Lüttich (60 m); L: 218 km; H: 450 m; MQ: 55 m³/s
      - Weser, Lüttich; L: 70 km; MQ: 11 m³/s

    - Sambre, Namur (78 m); L: 193 km; H: 137 m; MQ: 29 m³/s
    - Semois, Monthermé (140 m); L: 210 km; H: 265 m; MQ: 30 m³/s
    - Chiers, bei Bazeilles (160 m); L: 112 km; H: 180 m; MQ: 30 m³/s

  - Lippe, Wesel (18 m); L: 220 km; H: 116 m; MQ: 45 m³/s
    - → Liste der Fließgewässer im Flusssystem Lippe

  - Emscher, bei Dinslaken (18 m); L: 83 km; H: 129 m; MQ: 16 m³/s
    - → Liste der Fließgewässer im Flusssystem Emscher

  - Ruhr, Duisburg (20 m); L: 219 km; H: 654 m; MQ: 82 m³/s
    - → Liste der Fließgewässer im Flusssystem Ruhr
    - Lenne, bei Hagen (96 m); L: 129 km; H: 727 m; MQ: 30 m³/s
      - → Liste der Fließgewässer im Flusssystem Lenne

    - Möhne, bei Neheim (153 m); L: 65 km; H: 403 m; MQ: 7 m³/s
      - → Liste der Fließgewässer im Flusssystem Möhne

  - Düssel, Düsseldorf (32 m); L: 40 km; H: 208 m
  - Erft, bei Neuss (31 m); L: 107 km; H: 496 m; MQ: 16 m³/s
    - → Liste der Fließgewässer im Flusssystem Erft

  - Wupper, Leverkusen (37 m); L: 117 km; H: 407 m; MQ: 17 m³/s
    - → Liste der Fließgewässer im Flusssystem Wupper

  - Sieg, bei Bonn (45 m); L: 155 km; H: 559 m; MQ: 53 m³/s
    - → Liste der Fließgewässer im Flusssystem Sieg

  - Mosel, Koblenz (59 m); L: 544 km; H: 656 m; MQ: 328 m³/s
    - → Liste der Fließgewässer im Flusssystem Mosel
    - Ruwer, bei Trier-Ruwer (123 m); L: 49 km; H: 527 m
      - → Liste der Fließgewässer im Flusssystem Ruwer

    - Saar, bei Konz (130 m); L: 235 km; H: 655 m; MQ: 78 m³/s
      - Liste der Fließgewässer im Flusssystem Saar
      - Blies (194 m); L: 100 km; H: 236 m; MQ: 21 m³/s
        - → Liste der Fließgewässer im Flusssystem Blies

    - Sauer, bei Wasserbillig (136 m); L: 173 km; H: 374 m; MQ: 54 m³/s
      - → Liste der Fließgewässer im Flusssystem Sauer (Mosel)
      - Our, bei Wallendorf (177 m); L: 96 km; H: 463 m; MQ: 10 m³/s
        - → Liste der Fließgewässer im Flusssystem Our

    - Meurthe, nördlich von Nancy (189 m); L: 160 km; H: 1185 m
      - → Liste der Fließgewässer im Flusssystem Meurthe

  - Lahn, Lahnstein (61 m); L: 246 km; H: 541 m; MQ: 52 m³/s
    - → Liste der Fließgewässer im Flusssystem Lahn

  - Nahe, Bingen (79 m); L: 125 km; H: 380 m; MQ: 30 m³/s
    - → Liste der Fließgewässer im Flusssystem Nahe

  - Main, Mainz/Ginsheim-Gustavsburg (82 m); L: 527 km; H: 805 m; MQ: 225 m³/s
    - Nidda, Frankfurt am Main-Höchst (95 m); L: 90 km; H: 625 m; MQ: 12 m³/s
      - → Liste der Fließgewässer im Flusssystem Nidda

    - Kinzig (Main), bei Hanau (99 m); L: 86 km; H: 301 m; MQ: 12 m³/s
      - → Liste der Fließgewässer im Flusssystem Kinzig (Main)

    - Gersprenz, bei Kleinostheim (102 m); L: 62 km; H: 98 m; MQ: 3 m³/s
      - → Liste der Fließgewässer im Flusssystem Gersprenz

    - Tauber, bei Wertheim (134 m); L: 131 km; H: 313 m; MQ: 10 m³/s
      - → Liste der Fließgewässer im Flusssystem Tauber

    - Fränkische Saale, bei Gemünden (154 m); L: 139 km; H: 159 m; MQ: 24 m³/s
      - → Liste der Fließgewässer im Flusssystem Fränkische Saale

    - Regnitz, Bamberg (231 m); L: 162 km; H: 142 m; MQ: 61 m³/s
      - → Liste der Fließgewässer im Flusssystem Regnitz

    - Weißer Main, bei Kulmbach (298 m); L: 52 km; H: 589 m; MQ: 9 m³/s
      - → Liste der Fließgewässer im Flusssystem Weißer Main

    - Roter Main, bei Kulmbach (298 m); L: 55 km; H: 238 m; MQ: 5 m³/s
      - → Liste der Fließgewässer im Flusssystem Roter Main

  - Neckar, Mannheim (88 m); L: 367 km; H: 617 m; MQ: 145 m³/s
    - → Liste der Fließgewässer im Flusssystem Neckar
    - Jagst, Bad Friedrichshall-Jagstfeld (143 m); L: 189 km; H: 376 m; MQ: 17 m³/s
      - → Liste der Fließgewässer im Flusssystem Jagst

    - Kocher, Bad Friedrichshall-Kochendorf (143 m); L: 182 km; H: 317 m; MQ: 26 m³/s
      - → Liste der Fließgewässer im Flusssystem Kocher
      - Bühler, Geislingen am Kocher (247 m); L: 51 km; H: 220 m
        - → Liste der Fließgewässer im Flusssystem Bühler

      - Lein, Abtsgmünd (370 m); L: 51 km; H: 174 m; MQ: 4 m³/s
        - → Liste der Fließgewässer im Flusssystem Lein

    - Enz, Besigheim (170 m); L: 105 km; H: 652 m; MQ: 23 m³/s
      - → Liste der Fließgewässer im Flusssystem Enz

    - Murr, Marbach (189 m); L: 54 km; H: 266 m; MQ: 6 m³/s
      - → Liste der Fließgewässer im Flusssystem Murr

    - Rems, Remseck am Neckar (203 m); L: 78 km; H: 348 m; MQ: 7 m³/s
      - → Liste der Fließgewässer im Flusssystem Rems

    - Fils, Plochingen (248 m); L: 63 km; H: 377 m; MQ: 10 m³/s
      - → Liste der Fließgewässer im Flusssystem Fils

  - Ill, bei Straßburg (127 m); L: 217 km; H: 433 m; MQ: 54 m³/s
    - → Liste der Fließgewässer im Flusssystem Ill (Elsass)

  - Kinzig, bei Straßburg (134 m); L: 93 km; H: 548 m; MQ: 28 m³/s
    - → Liste der Fließgewässer im Flusssystem Kinzig (Rhein)

  - Elz, Riegel (154 m); L: 90 km; H: 884 m; MQ: 22 m³/s
    - → Liste der Fließgewässer im Flusssystem Elz (Rhein)

  - Aare, Koblenz (311 m); L: 288 km; H: 1629 m; MQ: 560 m³/s
    - → Liste der Fließgewässer im Flusssystem Aare
    - Limmat/Linth, Gebenstorf (328 m); L: 140 km; H: 672 m; MQ: 101 m³/s
      - → Liste der Fließgewässer im Flusssystem Linth/Limmat

    - Reuss, Gebenstorf (330 m); L: 164 km; H: 2101 m; MQ: 140 m³/s
      - → Liste der Fließgewässer im Flusssystem Reuss

  - Wutach, Waldshut-Tiengen (315 m); L: 91 km; H: 1125 m; MQ: 16 m³/s
    - → Liste der Fließgewässer im Flusssystem Wutach

  - Thur, Flaach (345 m); L: 135 km; H: 555 m; MQ: 47 m³/s
    - → Liste der Fließgewässer im Flusssystem Thur

  - Schussen, bei Langenargen in den Bodensee (395 m); L: 62 km; H: 182 m; MQ: 11 m³/s
    - → Liste der Fließgewässer im Flusssystem Schussen

  - Argen, bei Langenargen in den Bodensee (395 m); L: 94 km; H: 455 m; MQ: 20 m³/s
    - → Liste der Fließgewässer im Flusssystem Argen

  - Ill nahe Feldkirch (429 m); L: 75 km; H: 1811 m; MQ: 66 m³/s
    - → Liste der Fließgewässer im Flusssystem Ill (Vorarlberg)

  - Plessur, Chur (560 m); L: 33 km; H: 1840 m; MQ: 8 m³/s
    - → Liste der Fließgewässer im Flusssystem Plessur

  - Vorderrhein/Rein da Tuma, Reichenau (590 m); L: 76 km; MQ: 54 m³/s
    - → Liste der Fließgewässer im Flusssystem Vorderrhein

  - Hinterrhein, Reichenau (590 m); L: 64 km; H: 1679 m; MQ: 60 m³/s
    - → Liste der Fließgewässer im Flusssystem Hinterrhein
    - Albula, Thusis (670 m); L: 40 km; H: 1634 m; MQ: 29 m³/s
      - → Liste der Fließgewässer im Flusssystem Albula
- Schelde (Vlissingen)
  - Rupel (Rupelmonde)
    - Nete
    - Dijle
      - Demer

  - Dender (Dendermonde)
  - Leie (Gent)
  - Haine
  - Scarpe
- Tay
- Themse
- Tweed
- Waal, Woudrichem
- Weser
  - → Liste der Fließgewässer im Flusssystem Weser
  - Hunte
    - → Liste der Fließgewässer im Flusssystem Hunte

  - Lesum
    - → Liste der Fließgewässer im Flusssystem Lesum
    - Wümme

  - Aller, bei Verden (Aller)
    - → Liste der Fließgewässer im Flusssystem Aller
    - Leine
      - → Liste der Fließgewässer im Flusssystem Leine

    - Oker
      - → Liste der Fließgewässer im Flusssystem Oker

  - Werre, Bad Oeynhausen
    - → Liste der Fließgewässer im Flusssystem Werre

  - Nethe, Godelheim
    - → Liste der Fließgewässer im Flusssystem Nethe

  - Diemel
    - → Liste der Fließgewässer im Flusssystem Diemel

  - Fulda, Hannoversch Münden
    - → Liste der Fließgewässer im Flusssystem Fulda
    - Eder, Edermünde
      - → Liste der Fließgewässer im Flusssystem Eder

  - Werra, Hannoversch Münden
    - → Liste der Fließgewässer im Flusssystem Werra

## Ostsee
Der Ostsee mit ihren Nebenmeeren Finnischer Meerbusen und Bottnischer Meerbusen fließen die in dieser Liste aufgeführten Flüsse zu.
- Dalälven
- Düna (Daugava, Dwina), bei Riga
- Gauja
- Łeba, bei Łeba
- Göta älv
  - Klarälven
- Mälar (Mälaren), Stockholm
- Memel (Nemunas, Njoman, Neman)
  - Scheschupe, bei Neman
  - Neris
  - Schara
- Narva
- Newa, Sankt Petersburg
- Nogat
- Oder (Odra)
  - → Liste der Fließgewässer im Flusssystem Oder
  - Warthe (Warta)
    - → Liste der Fließgewässer im Flusssystem Warthe

  - Lausitzer Neiße (poln. Nysa Łużycka, tschech. Nisa)
    - → Liste der Fließgewässer im Flusssystem Lausitzer Neiße

  - Glatzer Neiße (Nysa Kłodzka)
    - → Liste der Fließgewässer im Flusssystem Glatzer Neiße
- Peene
  - Tollense, bei Loitz
- Persante (Parsęta), bei Kolberg
- Pregel (Pregolja)
  - Łyna (Lawa, Alle)
  - Angrapa
    - Pissa
      - Krasnaja

  - Instrutsch (Inster)
- Recknitz, Ribnitz-Damgarten
- Rega (Rega)
- Stende
- Torne älv
  - Muonio älv
- Trave, Lübeck-Travemünde
  - Wakenitz
- Uecker, bei Ueckermünde (in Brandenburg: Ucker)
- Ume älv
  - Vindelelf
  - Randow
- Venta
  - Abava
- Warnow, Rostock-Warnemünde
  - Nebel, Bützow
- Wisła – Weichsel
  - Radunia (Radaune), bei Danzig
  - Drwęca (Drewenz)
    - Wel (Welle) bei Bratian

  - Narew
    - Westlicher Bug
    - Biebrza
    - Pisa

  - Pilica
  - Radomka
  - Sanna, bei Annopol
  - San
  - Dunajec
  - Schaue (Skawa), bei Smolice
  - Sola (Soła), bei Broschkowitz
    - Koszarawa, in Saybusch

  - Przemsa (Przemsza), bei Gorzów
    - Weiße Przemsa (Biała Przemsza), bei Myslowitz (am früheren Dreikaisereck)
    - Schwarze Przemsa (Czarna Przemsza), bei Myslowitz (am früheren Dreikaisereck)
      - Brynica, bei Sosnowitz

## Schwarzes Meer
Die Zuflüsse zum Schwarzen Meer inbegriffen das Asowsche Meer sind in der folgenden Liste enthalten.
- Südlicher Bug
  - Inhul
    - Hromoklija
    - Beresiwka

  - Mertwowod
    - Losuwatka
    - Kamjano-Kostuwata
    - Komyschuwata
    - Arbusynka

  - Synjucha
    - Jatran
    - Tikytsch
      - Hnylyj Tikytsch
      - Hirskyj Tikytsch

    - Welyka Wys

  - Kodyma
  - Synyzja
  - Dochna
  - Sob
  - Riw
  - Desna
  - Shar
  - Ikwa
  - Buschok
- Dnepr
  - Dneprdelta
    - Konka
    - Rwatscharm

  - Inhulez
    - Wyssun
      - Werbowa

    - Beschka
    - Beresiwka
    - Selena
    - Schowta
    - Saksahan
    - Bokowa
      - Bokowenka

  - Basawluk
    - Kamjanka
    - Solona

  - Kinska
  - Mokra Sura
  - Samara
    - Kiltschen
    - Wowtscha
      - Hajtschur
        - Jantschur

      - Solona
      - Mokri Jali

    - Welyka Terniwka
    - Byk

  - Oril
    - Ortschyk
    - Berestowa
    - Orilka

  - Worskla
    - Tahamlyk
    - Kolomak
    - Merlo
    - Worsklyzja

  - Psel
    - Howtwa
    - Chorol
    - Hrun-Taschan
    - Hrun
    - Subscha

  - Tjasmyn
  - Sula
    - Orschyzja
    - Slinorid
    - Udaj
      - Lysohyr

    - Romen
    - Tern

  - Supij
  - Ros
    - Rosawa
    - Kamjanka
    - Rostawyzja

  - Trybisch
  - Stuhna
  - Desna
    - Oster
    - Snow
    - Dotsch
    - Ubid
    - Seim
      - Klewen
      - Swypa
      - Reum

    - Ret
    - Iwotky
    - Snobiwka

  - Irpin
    - Unawa

  - Teteriw
    - Sdwisch
    - Irscha
    - Huywa
    - Hnypopjat

  - Usch (Nordukraine)
    - Noryn
    - Scheriw

  - Prypjat
    - Ptytsch
    - Stwyha
    - Horyn
      - Slutsch

    - Styr
    - Stochid
    - Turija

  - Brahynka
  - Sosch
  - Inut
  - Bjaresina
    - Swislatsch
- Dnister, auch Dnjestr
  - Bystryza, Mariampol südlich von Halytsch
    - Nadwirnaer Bystryza
    - Solotwinaer Bystryza
- Don, Asow
  - Manytsch
- Donau (Dunărea, Dunav, Duna, Dunaj), Donaudelta (0 m); L: 2811 km; H: 672 m; MQ: 6700 m³/s
  - Siehe Liste der Fließgewässer im Flusssystem Donau
  - Pruth, Giurgiulești; L: 953 km; MQ: 110 m³/s
  - Sereth, Galați (5 m); L: 706 km; H: 1.233; MQ: 230 m³/s
    - Buzău, Voinești (Brăila) (8 m); L: 325 km; H: 1022 m; MQ: 29 m³/s
    - Bârlad, Liești (Galați) (40 m); L: 289 km; H: 330 m; MQ: 9 m³/s

  - Argeș, Oltenița
  - Jantra
  - Olt
    - Cibin, Tălmaciu
    - Bârsa

  - Jiu
  - Timok
  - Cerna, Orșova
  - Pek, Veliko Gradište
  - Nera
  - Mlava, Kostolac
    - Vitovnica
    - Cokordin
    - Busur
    - Stamnička
    - Krupaja
    - Jošanička
    - Suvido
    - Kamenička
    - Tisnica
    - Boljetinska

  - Morava (Smederovo)
    - → Liste der Fließgewässer im Flusssystem Morava

  - Save, Belgrad
    - → Liste der Fließgewässer im Flusssystem Save

  - Theiß (Tisa, Tisza), Slankamen bei Novi Sad
    - → Liste der Fließgewässer im Flusssystem Theiß

  - Drau (Dráva), Aljmaš bei Osijek
    - → Liste der Fließgewässer im Flusssystem Drau
    - Mur, Legrad
      - → Liste der Fließgewässer im Flusssystem Mur

    - Gurk, Drau; L: 157 km
      - → Liste der Fließgewässer im Flusssystem Gurk

  - Raab (Rába), Győr
    - → Liste der Fließgewässer im Flusssystem Raab

  - March (Morava), Theben
    - → Liste der Fließgewässer im Flusssystem March

  - Enns, Enns
    - → Liste der Fließgewässer im Flusssystem Enns

  - Traun, Linz
    - → Liste der Fließgewässer im Flusssystem Traun

  - Inn, Passau
    - → Liste der Fließgewässer im Flusssystem Inn
    - Salzach, Haiming
      - → Liste der Fließgewässer im Flusssystem Salzach

  - Isar
    - Liste der Fließgewässer im Flusssystem Isar

  - Regen, Regensburg
    - → Liste der Fließgewässer im Flusssystem Regen

  - Naab, Regensburg
    - → Liste der Fließgewässer im Flusssystem Naab

  - Altmühl, Kelheim (336 m); L: 234 km
    - → Liste der Fließgewässer im Flusssystem Altmühl

  - Paar, Vohburg an der Donau (354 m); L: 134 km; H: 218 m; MQ: 9 m³/s
  - Lech, Marxheim (392 m); L: 264 km; H: 1.448 m; MQ: 114 m³/s
    - → Liste der Fließgewässer im Flusssystem Lech
    - Wertach, Augsburg (461 m); L: 151 km; H: 617 m; MQ: 20 m³/s

  - Wörnitz, Donauwörth (395 m); L: 132 km; H: 95 m; MQ: 11 m³/s
  - Iller, Ulm (470 m); L: 147 km; H: 313 m; MQ: 70 m³/s
    - → Liste der Fließgewässer im Flusssystem Iller

  - Brigach, Donaueschingen (672 m); L: 40 km; H: 268 m; MQ: 3 m³/s
    - → Liste der Fließgewässer im Flusssystem Brigach

  - Breg, Donaueschingen (672 m); L: 46 km; H: 406 m; MQ: 6 m³/s
    - → Liste der Fließgewässer im Flusssystem Breg
- Kuban
- Salhyr